# Ubuntu Party
The Ubuntu Party är ett sydafrikanskt politiskt parti grundat av författaren och sångskrivaren Michael Tellinger
Partiet baseras på ubuntu-filosofin. En av huvudfrågorna är att införa en teknologisk direkt demokrati efter konstitution utan ledare och stänga ner centralbanken och ersätta den med en "folkets bank" som skall ge räntefria lån och finansiera offentliga arbeten. Partiet förespråkar också alternativ energiteknik och en ny energipolicy "fri energi".
En annan huvudfråga är en social reform som kallas "contributionism", vilken går ut på att utbilda medborgarna till att bli allmänbildade och självständiga för att sedan kunna bidra med sina förmågor och idéer till utvecklingen.
Partiet hade år 2016 58 850 röstande i Sydafrika.

## Nationella val
| Val  | Röster | %     | Platser |
| ---- | ------ | ----- | ------- |
| 2014 | 8,234  | 0,04% | 0       |